# Akiyuki Nosaka
Akiyuki Nosaka (野坂 昭如 Nosaka Akiyuki; Kamakura, 10 de octubre de 1930 – Tokio, 9 de diciembre de 2015) fue un novelista y cantante japonés, miembro de la Cámara de Consejeros de Japón. Escribió bajo el seudónimo de Yukio Aki y cantó utilizando el nombre Claude Nosaka.

## Biografía
Nació el 10 de octubre del año 5 Shōwa (1930), en la ciudad de Kamakura, en la prefectura de Kanagawa.
Adoptado por una familia de Kōbe, pasó su infancia en esa ciudad, que fue duramente bombardeada durante la Segunda Guerra Mundial, ocasionando la disrupción de la familia adoptiva, por lo que Nosaka tuvo que pasar un par de años en un orfanato. La experiencia de dicho bombardeo, así como de la miseria vivida durante los últimos días de la guerra y el periodo que le siguió fue fundamental en su obra, y que refleja en La tumba de las luciérnagas. Parece que en un bombardeo sobre Kobe por la aviación norteamericana, huyendo de las bombas incendiarias pierde a su madre adoptiva, que acabará muriendo, así que debe hacerse cargo de su hermana pequeña de cuatro años. Tras vagabundear por los despojos de una ciudad calcinada, lamentablemente también su hermana muere de inanición, en la cual también se hace hincapié en la desorientación de los japoneses ante la pérdida del mundo en que habían vivido como cultura y como sociedad, en una línea semejante a aquella desarrollada por Yukio Mishima. Su padre adoptivo peleó en la Segunda Guerra Mundial y su madre adoptiva tenía problemas de salud desde que nació su hija. 
Su primera novela, Los pornógrafos, fue publicada en 1963, y lo hizo famoso dentro de su país, pero no fue sino hasta La tumba de las luciérnagas (Acantilado, 2000) (Hotaru no haka, de la cual existe una versión cinematográfica animada, dirigida por Isao Takahata, que a su vez está inspirada en hechos autobiográficos) y Las algas americanas (Hijiki America), par de novelas cortas con tintes autobiográficos que le valieron el premio Naoki en su tierra natal, en 1968, que comenzó a despuntar a nivel internacional.
En 1983 entró en la Cámara de Consejeros de Japón. En 2003 sufrió un accidente cerebrovascular, que le afectó hasta su muerte en 2015.